# بيل إدواردز (ممثل)
بيل إدواردز (بالإنجليزية: Bill Edwards)‏ مواليد 14 سبتمبر 1918 - الوفاة 21 ديسمبر 1999 في شاطئ نيوبورت، الولايات المتحدة، هو ممثل أمريكي بدأ مسيرته الفنية سنة 1938. امتدت مسيرته الفنية لأكثر من 49 عاما.

## الأعمال
- يانكي دودل داندي
- الآن - لنسافر
- الأميرة أورورك
- مغامرات مارك توين
- تورا! تورا! تورا!

## روابط خارجية
- بيل إدواردز على موقع IMDb (الإنجليزية)